# Chiesa di San Lorenzo (Vigevano, Buccella)
La chiesa di San Lorenzo era un edificio religioso sito a Vigevano, in frazione Buccella.

## Descrizione e storia
La chiesa di San Lorenzo, come scriveva il cronachista vigevanese Simone Dal Pozzo nel XVI secolo, era: «molto antica, era anche chiamata chiesa delli bugiardi: vi si vedevano le celle antiche di quei tempi e per la sua antichità rendeva meravigliati gli spettatori [...] che per le passate lite vi misero un livel perpetuo. La distruzione fu fatta dai milanesi come attesta la storia Bossiana [...]. Grossa fondamenta qui si vedono che il fosso della villa ancora appare». 
Era dunque un luogo importante per avere fossa e castello, luogo che nell'età romana e medioevale aveva la sua importanza strategica, in difesa del passo del Ticino e della strada Milano-Vercelli. Le celle antiche invece potrebbero essere il convento dei Benedettini Olivetani.
Successivamente, venne costruita una nuova chiesa al posto della precedente, con medesima intitolazione a San Lorenzo Martire, oggi tuttavia non più esistente.